# النادي الأدبي بالرياض
النادي الأدبي بالرياض، بدأت قصَّة النادي عندما عقد فيصل بن فهد بن عبد العزيز آل سعود اجتماعًا في الرياض في شهر جُمادى الأولى عام 1395 هـ الموافق 1975م مع عدد من الأدباء والمثقفين من مناطق المملكة، للتباحث في شأن صيغة مؤسسية لتفعيل الثقافة ورعايتها، وكان النقاش يدور حول  سبل إحياء سوق عكاظ، وبعد تداول هذه الفكرة، اقترح الأديب عزيز ضياء فكرة إنشاء أندية أدبية في المدن السعودية الكبيرة، وقد أيد الفكرة الحاضرون.
وبعد الاجتماع بأيام صدرت الموافقة على إنشاء أندية أدبية في كل من: مكة المكرمة والمدينة المنورة والرياض وجدة والطائف وجازان، وبعد صدور الموافقة على إنشاء نادي أدبي بالرياض سنة 1398هـ، دعي إلى اجتماع عام لأدباء المنطقة الوسطى في منزل الشيخ عبد الله بن خميس، وخلص المجتمعون حينها إلى انتخاب مجلس إدارة يضم   عبدالله بن إدريس رئيساً و عبد الله الشهيل نائباً للرئيس وسليمان الحماد مسؤول إداري وصالح الصالح عضواً ومنصور الحازمي عضواً ومحمد بن سعد الشويعر عضواً وعزت خطاب عضواً وعبد الله الحامد عضواً ويحيى ساعاتي عضواً عبد الله بن خميس عضواً، عبدالعزيز الرفاعي عضواً، عمران العمران عضواً، أبو عبد الرحمن بن عقيل الظاهري عضواً، محمد الحمدان عضواً، عبدالله الماجد عضواً.

## مجالس الإدارات
على أن بداية النادي الفعلية، ودوران نشاطه الفعلي كان في عام 1398 هـ، وكان مجلس الإدارة  قد أعيد تشكيله على النحو الآتي: أبو عبد الرحمن بن عقيل الظاهري  رئيس، عبد الله بن إدريس عضو، عبدالله الشهيل عضو، محمد العلي عضو، محمد الشويعر عضو، علي الدميني  عضو، عبدالله السليمان عضو، يحيى بن جنيد عضو، سليمان الحماد عضو ومديرا إداريا، صالح الصالح عضو وسكرتير.
وفي السادس عشر من شهر رجب من العام 1401 هـ عين الشيخ عبد الله بن إدريس رئيساً للنادي، إثر استقالة الشيخ أبو عبد الرحمن بن عقيل الظاهري، وفي الشهر نفسه، أعيد تشكيل مجلس الإدارة على النحو الآتي: عبد الله بن إدريس  رئيس، أبو عبد الرحمن بن عقيل الظاهري عضو، عبدالله الشهيل عضو، محمد العلي عضو، محمد الشويعر عضو، علي الدميني عضو، عبدالله السليمان عضو، يحيى بن جنيد عضو، سليمان الحماد عضو ومدير إداري، صالح الصالح عضو وسكرتير.
وبعد استقالة كل من محمد العلي وعلي الدميني لمشقة حضورهما جلسات مجلس الإدارة قادمين من الدمام، واستقالة عبدالله السليمان لسفره خارج المملكة العربية السعودية  للدراسة، أعيد تشكيل مجلس الإدارة في العام 1404 هـ على النحو الآتي: عبد الله بن إدريس  رئيس، عبدالله الشهيل عضو ونائب لرئيس النادي، منصور الحازمي عضو، عزت خطاب عضو، محمد الشويعر عضو، عبد الله الحامد عضو، أبو عبد الرحمن بن عقيل الظاهري عضو، يحيى بن جنيد عضو، سليمان الحماد عضوا ومدير إداري، صالح الصالح  عضو وسكرتير.
ثم استقال أبو عبد الرحمن بن عقيل الظاهري، ويحيى بن جنيد، وتلاهما صالح الصالح، وفي العام 1419 هـ انضم إلى مجلس الإدارة كل من: محمد القويفلي عضو، إبراهيم الوزان عضو وسكرتير، ثم تلا ذلك تشكيل لمجلس إدارة النادي  بعد طلبه الإعفاء الشيخ عبد الله بن إدريس، وذلك على النحو الآتي: محمد عبدالرحمن الربيع رئيس، عبد الله بن محمد الشهيل نائب للرئيس، عبدالعزيز بن محمد السبيل عضو، سعد البازعي  عضو، محمد بن سعد الشويعر عضو، محمد بن سليمان القويفلي عضو، إبراهيم بن دخيل الوزان عضو وسكرتير، سليمان بن محمد الحماد عضو ومدير إداري.
وفي عام 2013م (1434هـ) انتخب الدكتور عبد الله الحيدري رئيساً لنادي الرياض الأدبي، وصالح المحمود نائباً للرئيس، وفالح العنزي مسؤولاً إدارياً، وهاني الحجي مسؤولاً مالياً.

## الانتقال إلى وزارة الإعلام
أعادت وِزارة الإعلام السعودية تشكيل مجالس الإدارات خلال العام 1427 هـ، تمهيدا لوضع اللوائح العامة التي تنظم عمل الأندية الأدبية، وكان أول نادي أدبي شكل مجلس إدارته هو النادي الأدبي بالرياض، حين بثت وكالة الأنباء السعودية في يوم الخامس من صفر عام1427 هـ خبر تشكيل جديد لمجلس إدارة النادي الأدبي بالرياض، وجاءت الأسماء كالآتي: إبراهيم الخضير، حسين علي حسين، سعد البازعي، سعد الحميدين، عبد العزيز المانع، عبدالله الرشيد، عبد الله الوشمي، علي العميم، محمد الهدلق، يوسف المحيميد.
وتم انتخاب سعد البازعي رئيسا للنادي، وعبد الله الوشمي نائبا للرئيس، وحسين علي حسين مسؤولا ماليا، وإبراهيم الخضير مديرا إداريا، والذي اعتذر ورشح  يوسف المحيميد بديلا عنه، وقد اعتذر سعد البازعي بعد نهاية الفترة الأولى للمجلس عام 1431 هـ، فاجتمع أعضاء مجلس إدارة النادي وتم انتخاب عبد الله الوشمي بالإجماع رئيساً للنادي.

## مكتبة النادي
تكونت مكتبة النادي مما يلي:
- الشراء.
- التزويد- من الأندية الأدبية وغيرها.
- الإهداءات.
- الاشتراكات.[5]

## نشاطات النادي
أقام نادي الرياض الأدبي على مدى تأسيسه المحاضرات والندوات وحفلات التكريم والأمسيات القصصية والشعرية، إضافة إلى العديد من الأنشطة الثقافية المختلفة، أبرزها اثنينية النادي الأسبوعية التي استمرت عقدين من الزمان، كما قدم النادي عددا من الإصدارات منها: مجلة قوافل التي صدر عددها الأول عام 1413 هـ، وهي تعنى بالدراسات الأدبية والنقدية ونشر الإبداع الشعري والقصصي،  إضافة إلى كتاب حقول الذي صدر عدده الأول في عام 1425هـ، وهو كتاب دوري يعنى  بالدراسات المتعلقة بالجزيرة العربية تاريخا وثقافة، وكذلك دورية الأدبية، وهي مطبوعة شهرية تعنى بالأنشطة الثقافية في المملكة العربية السعودية، وعقد اللقاءات مع الأدباء والمثقفين من المملكة وخارجها، وصدر عددها الأول عام 1412 هـ، كما أصدر النادي خلال الفترات الماضية أكثر من مائة كتاب تشمل مجالات مختلفة من الأدب والفكر والثقافة.
ويقوم النادي بنشاط منبري دائم، وقد استحدث اسبوع ثقافي اسماه أسبوع الرياض الثقافي، واستحدث أيضا لجنة نسائية تقام نشاطاتها حسب عدة محاور هي: ملتقى الشعر، منتدى الترجمة، ملتقى القراءة، ملتقى السدرة، ملتقى الحوار والفكر، وتقيم هذه اللجنة فعالياتها في مبنى النادي خلال يومي الاثنين والخميس من كل أسبوع، كما تشارك في الفعاليات الرجالية عبر الدائرة التلفزيونية، ويقيم النادي عدة نشاطات ثقافية منها: ملتقى النقد الأدبي، وبيت الشعر، وجماعة سرد، ومنبر الحوار، ويقيم النادي سنويا جائزة بعنوان جائزة كتاب العام، ومسابقة فوتوغرافية بعنوان الرياض في في عيون الفوتوغرافيين.

## وصلات خارجية
- بيان بمطبوعات النادي الأدبي بالرياض من عام 1978م وحتى الآن.